# Edwin Lauprecht
Edwin Karl Heinrich Lauprecht (* 7. September 1897 in Bremen; † 7. Juli 1987 in Göttingen) war ein bedeutender deutscher Tierzuchtwissenschaftler.

## Leben und Wirken
Als Sohn eines Apothekenbesitzers und späteren Landwirts wurde er auf Gymnasien in Bremen und Jever unterrichtet, nahm am Ersten Weltkrieg teil, arbeitete danach in den väterlichen Wirtschaften und studierte 1919 bis 1920 Landwirtschaft an der Universität Göttingen. Es folgten zwei praktische Jahre im Klostergut Beuren und als Milchkontrollbeamter im Jeverländer Herdbuchverein. 1922 legte er noch die Abiturprüfung ab. Danach studierte er in Göttingen weiter und schloss 1923 als Diplomlandwirt ab. 1925 wurde er Assistent, später Oberassistent am Institut für Tierzucht und Molkereiwesen in Göttingen. Hier promovierte er (lt. Urkunde) 1927 mit einem tierzüchterischen Thema an der Mathematisch-Naturwissenschaftlichen Fakultät, zu der ab 1922 alle landwirtschaftlichen Institute gehörten, zum Dr. phil. (dieser Titel galt immer noch wegen der früheren Zugehörigkeit zur Philosophischen Fakultät). Schwerpunkte seiner wissenschaftlichen Tätigkeit unter Jonas Schmidt waren Untersuchungen zur Vererbung von Farben und Formmerkmalen bei landwirtschaftlichen Nutztieren sowie Kreuzungsversuche bei Schweinen mit Vergleichen der Leistungen zwischen F1-Tieren und ihren Eltern. Außerdem arbeitete er noch in der damals in Göttingen gelegenen Hauptgeschäftsstelle der Deutschen Gesellschaft für Züchtungskunde (DGfZ) mit und begann mit der Schriftleitung für zwei Fachzeitschriften.
1930 habilitierte sich Lauprecht in Göttingen mit einem Thema über die Trakehner Pferde für das Fach Landwirtschaftliche Tierzucht, wurde danach Privatdozent, 1936 außerordentlicher (nicht beamteter) außerplanmäßiger und ab 1939 (beamteter) außerplanmäßiger Professor für dieses Gebiet. Er befasste sich nun auch mit Fragen der Fütterung und Haltung landwirtschaftlicher Nutztiere. 1939 bis 1941 leistete Lauprecht Kriegsdienst als Sachbearbeiter für Tierzucht in Belgien und Nordfrankreich. Danach wechselte er auf eigenen Wunsch an das Kaiser-Wilhelm-Institut (KWI) für Tierzuchtforschung in Dummerstorf bei Rostock, wurde hier Leiter der Abteilung Rinderzucht, veranlasste Kreuzungen zwischen Jersey- und Deutschen Niederungsrindern, um die Vererbung von Menge und Inhaltsstoffen in der Kuhmilch zu untersuchen. An der Universität Rostock hielt er außerdem an der Landwirtschaftlichen Fakultät als außerplanmäßiger Professor für Tierzucht Vorlesungen über die Gebiete Allgemeine Tierzucht und Rinderzucht.
Nach dem Ende des Zweiten Weltkrieges und der drohenden Besetzung von Mecklenburg durch die Rote Armee wurde die Dummerstorfer Rinderherde nach Niedersachsen verlegt. Lauprecht baute – zusammen mit Jonas Schmidt und dann allein als kommissarischer Leiter – in Mariensee bei Neustadt am Rübenberge eine neue Versuchswirtschaft als westdeutsche Nachfolgeeinrichtung des KW-Institutes für Tierzuchtforschung auf, die 1948 in die Max-Planck-Gesellschaft als Institut für Tierzucht und Tierernährung Mariensee/Trenthorst einging (Leiter: Max Witt). Mariensee ist heute eine Einrichtung des Friedrich-Loeffler-Instituts. Lauprecht war nun Leiter der Abteilung Tierzüchtung und Haustiergenetik. Bis 1967 befasste er sich mit dem Einfluss von Umweltfaktoren auf die Leistungsausprägung bei landwirtschaftlichen Nutztieren sowie mit den Beziehungen zwischen verschiedenen Nutzleistungen und ihren Erblichkeitsanteilen. Er war wesentlich an der Entwicklung neuer genetisch-statistischer Methoden zur genaueren Zuchtwertschätzung beteiligt und ließ dazu eine eigene Abteilung für populationsgenetische Auswertungen am Institut für Tierzucht in Göttingen aufbauen. Außerdem entwickelte er 1957 ein Verfahren zum Einsatz spezieller Echolot-Geräte (Ultraschall aus der zerstörungsfreien Werkstoffprüfung) zur Messung der Speck- und Muskeldicke – eine Methode, die bis heute als Leistungsprüfung für die Schätzung des Fleischanteils an lebenden Schweinen vor der Zuchtbenutzung und damit zur Selektion genutzt wird.
Nach der Versetzung in den Ruhestand verlegte Lauprecht seinen Wohnsitz wieder nach Göttingen und starb hier im 90. Lebensjahr.

## Hauptwerk
- Über die Scheckung des schwarzbunten Niederungsrindes und ihre Vererbung. Diss. an der  Math.-Naturwiss. Fakultät der Univ. Göttingen, 1926, In: Zeitschrift für induktive Abstammungs- und Vererbungslehre, Bd. 40, 1926, S. 139–196.
- Die Fütterung der Milchkühe. Göttingen : DGfZ, 1929,  Anl. der DGfZ, H. 6, 3., neu bearb. Aufl., 1936
- Über die Fruchtbarkeit und das Geschlechtsverhältnis beim Trakehner Pferd und ihre Beeinflussung durch das Alter der Eltern. Hab.-Schrift an der Univ. Göttingen für das Fach „Landwirtschaftliche Tierzucht“, 1930
- Die Vererbung körperlicher Merkmale beim Rind. In: Züchtungskunde, 1930
- Beitrag zur Beurteilung des wachsenden Pferdes an Hand von Körpermaßen. Mit Jonas Schmidt und Hermann Stegen, Berlin : Parey, 1932.  In: Journal für Ldw., Bd. 80, H. 1
- Beitrag zur Fütterung von Niederungskühen des Deutschen Rinderleistungsbuches. Mit Jonas Schmidt und Waldemar Winzenburger. Berlin : Parey, 1933
- Über Beziehungen zwischen Boden und Milchleistung. In: Züchtungskunde, 1943
- Untersuchungen an deutschen Niederungsrindern über die Beziehungen zwischen Milchmenge und Fettgehalt. Mit Heinrich Döring. Nürnberg : Carl, in: Milchwissenschaft, 1954
- Über erbliche Defekte bei landwirtschaftlichen Nutztieren. In: Züchtungskunde, 1958
- Anatomische und physiologische Defekte. In: Handbuch der Tierzüchtung, 1958, Bd. 2
- Die Erbanlagen und ihre Übertragung. In: Tierzüchtungslehre von W. Zorn,  Stuttgart, 1958
- Die Zuchtmethoden. In: Tierzüchtungslehre von W. Zorn, Stuttgart, 1958
- Grundlagen der Tierzüchtung. In: Handbuch der Biologie, Frankfurt/M., 1960, S. 234–276.
- Probleme der Tierzuchtforschung: Aus dem Max-Planck-Institut für Tierzucht und Tierernährung, Mariensee/Trenthorst, Arbeiten zum 65. Geburtstag von Professor Dr. Edwin Lauprecht, 1962, Sonderband
- Allgemeine Grundlagen der Populationsgenetik. In: Tierzüchtungslehre, 1971
- 75 Jahre deutsche Gesellschaft für Züchtungskunde (1905–1980). In: Züchtungskunde, 1980

## Würdigung
Lauprecht hat mit seinen Untersuchungen und Ergebnissen wissenschaftlichen Vorlauf auf den  Gebieten der angewandten Populationsgenetik in Züchtung und Leistungsprüfung bei landwirtschaftlichen Nutztieren geschaffen. Den Züchtern konnte er schwierige genetische Zusammenhänge überzeugend erklären und so wesentlich zur Übertragung neuer Erkenntnisse in die tierzüchterische Praxis beitragen. Er förderte die fruchtbare Zusammenarbeit von Wissenschaft und Praxis im Rahmen des Beirats der Deutschen Gesellschaft für Züchtungskunde (DGfZ), war 20 Jahre Schriftleiter und danach im Redaktionsausschuss der Fachzeitschrift Züchtungskunde sowie Mitherausgeber der Jahrbücher für wissenschaftliche und praktische Tierzucht einschließlich Züchtungsbiologie. Ab 1962 leitete er innerhalb der DGfZ den Ausschuss für genetisch-statistische Methoden in der Tierzucht und arbeitete als deutscher Delegierte in den Kommissionen für Haustiergenetik bzw. für Schweineproduktion der Europäischen Vereinigung für Tierzucht (EVT) aktiv mit. Lauprecht war einer der bedeutendsten deutschen Tierzuchtwissenschaftler seiner Generation.

## Auszeichnungen
- 1953 Max-Eyth-Denkmünze in Bronze der Deutschen Landwirtschafts-Gesellschaft (DLG)
- 1972 Ehrenpromotion zum Dr. agr. h. c. durch die Hochschule für Bodenkultur Wien
- 1975 Hermann-von-Nathusius-Medaille in Gold der DGfZ (1)